# Bow Island
Bow Island è una località (town) del Canada, situata nella provincia dell'Alberta, nella divisione No. 1.